# Lâu đài Oporów
Lâu đài Oporów - một lâu đài bằng gạch được xây dựng theo phong cách kiến trúc Gothic vào khoảng những năm 1434 - 1449 tại làng Oporów (cách 15 km về phía đông bắc của Kutno, Łódź Voivodeship; ở Ba Lan. Lâu đài được cai quản bởi Phó Thủ tướng Ba Lan (1429-1434), và nhà lãnh đạo tôn giáo đầy kính trọng Władysław Oporowski.
Trước đây, lâu đài là một trung tâm quan trọng đối với Nhà Oporowski của Huy hiệu Sulima.

## Lịch sử

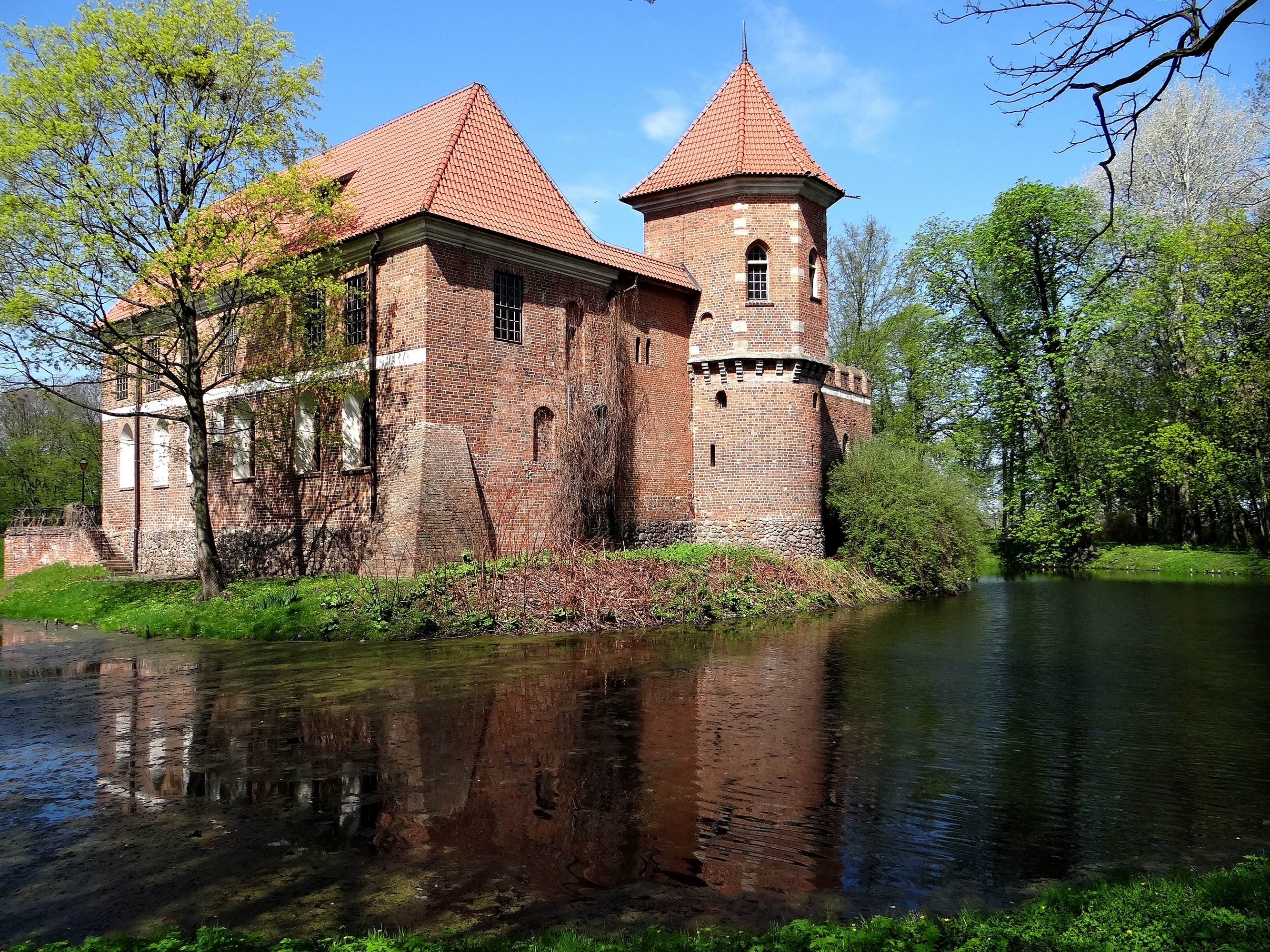
Quang cảnh lâu đài từ phía đông

Các thành trì bằng gỗ đầu tiên nằm ở Oporów được ghi nhận vào thế kỷ thứ mười bốn. Người ta cho rằng, lâu đài  do Mikołaj Oporowski và con trai của ông, Władysław Oporowski, một nhà lãnh đạo chính trị và tôn giáo được đánh giá cao ở Vương quốc Ba Lan, vào năm 1428, ông đã tự mình xây dựng lên. Cho đến thế kỷ thứ mười tám, lâu đài thuộc sở hữu của một số gia đình: Nhà Sołołobów, Korzeniowski, Pociejów và Nhà Oborski. Dinh thự này chỉ duy nhất một lần từng bị tấn công bởi bất kỳ sự tàn phá nào - vào năm 1657, các tầng cao nhất của lâu đài đã bốc cháy - tuy nhiên, toàn bộ lâu đài đã được xây dựng lại. Năm 1930, lâu đài được chuyển đến Hiệp hội tín dụng đất đai ở Warsaw (tiếng Ba Lan: Towarzystwo Kredytowe Ziemskie w Warszawie). Sau Thế chiến II, lâu đài đã được quốc hữu hóa và được xây dựng lại. Năm 1949, lâu đài bắt đầu xây dựng một bảo tàng.